# Hang Chùa (Yên Thủy)
Hang Chùa, còn gọi là động Văn Quang, là hang trong núi Chùa Hang ở giữa cánh đồng thuộc thôn Đồng Mai xã Yên Trị huyện Yên Thủy tỉnh Hòa Bình, Việt Nam.
Trong động Văn Quang có Chùa Hang là tên thường gọi của ngôi chùa được xây dựng trong động, xưa kia chùa có tên chữ là Thanh Lam tự.
Chùa Hang - Hang Chùa là di tích lịch sử - văn hoá, kiến trúc nghệ thuật, tôn giáo và danh lam thắng cảnh .

## Vị trí
Khu vực Hang Chùa có tới 4 hang động, nằm trong núi Chùa Hang ở giữa cánh đồng thuộc thôn Đồng Mai, và trong núi Đọc thuộc thôn Á Đồng, xã Yên Trị, huyện Yên Thủy. Trong 4 hang thì 2 hang có chùa.
Phố Chùa Hang là tên đoạn phố đặt theo tên chùa, nằm trên quốc lộ 12 ở đoạn nối giữa thị trấn Hàng Trạm và thị trấn Nho Quan .
Tại Hòa Bình còn có Hang Chùa ở xã Cuối Hạ huyện Kim Bôi  20°36′08″B 105°34′18″Đ / 20,602222°B 105,571667°Đ

## Chùa Hang 1
Men theo đường lát đá phiến gồm 53 bậc sẽ lên sân chùa ở bên tay trái. Chùa nằm trong một ngách của hang 2. Trước cửa chùa là một khoảng sân rộng 6 m, dài 16 m, hai bên được bó nền bằng hai lớp đá phiến xanh có thể trải chiếu để ngồi. Đặc biệt khi bước vào chùa ta gặp ngay bàn cờ được khắc ngay trên đá hình vuông (56 x 56 cm). Hàng năm vào ngày Rằm tháng Giêng dân làng mở hội, trong đó có thi đấu cờ ở bàn cờ này.
Chùa được xây dựng có kết cấu hình chữ nhất (—), có chiều dài 3 m; chiều rộng 3,14 m; cao 4,10 m, với cấu trúc cột cái, cột quân, cửa bức bàn phía trước, phía sau và ván bưng xung quanh chùa đều bằng gỗ. Chùa được xây dựng từ lâu đời. vào thời nhà Nguyễn đã tôn tạo lại. Trên thượng lương chùa có ghi dòng chữ "Hoàng triều Khải Định Nhâm tuất niên", dịch là "Khải Định năm Nhâm Tuất" (1892).
Một chiếc chuông cổ ở chùa đã được giới khảo cổ học Việt Nam tìm thấy và xác định có từ thời Cảnh Hưng, tức thời vua Lê Hiển Tông trị vì (1740-1786).

## Chùa Hang 2
Từ cửa hang 1 rẽ phải khoảng 5 – 6 m là đến hang thứ 3 có Chùa Hang 2, theo cách gọi của nhân dân đại phương. Nhìn tổng thể Chùa Hang 2 cũng được xây dựng có kết cấu như chùa Hang 1, với kiến trúc hình chữ nhất (—), gồm có bốn hàng cột cái cao 2,81 m; cột quân cao 2,38 m. Ngôi chùa đứng án ngữ trước cửa hang thứ 3. Chùa Hang 2 cũng có kiến trúc hoàn toàn bằng gỗ, kể cả mái lợp.
Theo nhân dân địa phương Chùa Hang 2 được xây dựng từ lâu và được trùng tu tôn tạo lại vào năm thời nhà Nguyễn. Hiện trên thượng lương chùa có ghi dòng chữ năm trùng tu "Đại Nam Bảo Đại thập nhị niên tuế thứ Đinh sửu thập nhị nguyệt thập nhị nhật lương thời thụ trụ thượng lương đại cát lượng". Nghĩa là chùa được tu bổ vào năm Bảo Đại thứ 12, tháng 12, ngày 12 năm Đinh Sửu (1937).